# 12074 Carolinelau
A 12074 Carolinelau (ideiglenes jelöléssel 1998 FZ68) a Naprendszer kisbolygóövében található aszteroida. A LINEAR projekt keretében fedezték fel 1998. március 20-án.